# 李榮 (正統進士)
李榮（？—？），字志仁，福建福州府閩縣人，明朝政治人物。

## 生平
正統三年（1438年）戊午科福建鄉試第八名舉人，四年（1439年）己未科三甲第六名進士。授行人司行人。